# Медведь (Шимський район)
Медведь (рос. Медведь) — село в Шимському районі Новгородської області Російської Федерації.
Населення становить 951 особу. Входить до складу муніципального утворення Медведське сільське поселення.

## Історія
Від 2004 року входить до складу муніципального утворення Медведське сільське поселення.

## Населення
| 2010 |
| ---- |
| 951  |